# میکا کوگو
میکا کوگو (انگلیسی: Micah Kogo؛ زادهٔ ۳ ژوئن ۱۹۸۶) دونده دو استقامت، و ورزشکار دو و میدانی اهل کنیا است.